# Jonassonita
La jonassonita és un mineral de la classe dels sulfurs.

## Característiques
La jonassonita és una sulfosal de bismut i or, de fórmula química AuBi₅S₄. Va ser aprovada com a espècie vàlida per l'Associació Mineralògica Internacional l'any 2004. Cristal·litza en el sistema monoclínic.
Segons la classificació de Nickel-Strunz, la jonassonita pertany a 02.LA.10, sulfosals sense classificar sense Pb essencial, juntament amb: dervil·lita, daomanita, vaughanita, criddleïta, fettelita, chameanita, arcubisita, mgriïta, benleonardita, tsnigriïta i borovskita.

## Formació i jaciments
Va ser descoberta a Nagybörzsöny, a la serralada Börzsöny, al província de Pest (Hongria), tot i que també ha estat descrita en una desena de jaciments més arreu del planeta.